# Bendigo Airport (flygplats i Australien)
Bendigo Airport är en flygplats i Australien. Den ligger i kommunen Greater Bendigo och delstaten Victoria, omkring 130 kilometer nordväst om delstatshuvudstaden Melbourne.
Runt Bendigo Airport är det ganska glesbefolkat, med 38 invånare per kvadratkilometer.. Närmaste större samhälle är Bendigo, nära Bendigo Airport. 
I omgivningarna runt Bendigo Airport växer huvudsakligen savannskog. Genomsnittlig årsnederbörd är 618 millimeter. Den regnigaste månaden är februari, med i genomsnitt 87 mm nederbörd, och den torraste är januari, med 17 mm nederbörd.